# Thüringen (Schiff)
Die Thüringen war das dritte Schiff der Helgoland-Klasse, Großkampfschiffe der deutschen Kaiserlichen Marine. Die Kiellegung der Thüringen fand im November 1908 auf der AG-Weser-Werft in Bremen statt. Nach dem Stapellauf am 27. November 1909 und der Fertigstellung begann der Dienst in der Marine am 1. Juli 1911. Das Schiff war mit zwölf 30,5-cm-Geschützen in sechs Doppelgeschütztürmen ausgerüstet und hatte eine Höchstgeschwindigkeit von 21 Knoten (39 km/h). Die Thüringen wurde für die meiste Zeit ihrer Laufbahn, einschließlich des Ersten Weltkriegs, dem I. Geschwader der Hochseeflotte zugeordnet.
Zusammen mit ihren drei Schwesterschiffen, der Helgoland, der Ostfriesland und der Oldenburg, nahm die Thüringen an allen wichtigen Flottenmanövern des Ersten Weltkrieges in der Nordsee gegen die britische Grand Fleet teil, u. a. an der Skagerrakschlacht am 31. Mai und 1. Juni 1916, der größten Seeschlacht des Krieges. Die Thüringen beteiligte sich an den schweren nächtlichen Kämpfen in dieser Schlacht, u. a. an der Versenkung des britischen Panzerkreuzers Black Prince. Sie kämpfte auch gegen die Kaiserlich Russische Marine in der Ostsee, wo sie im August 1915 am erfolglosen ersten Vorstoß in die Rigaer Bucht teilnahm.
Nach dem Ende des Kriegs im November 1918 wurden die meisten Schiffe der deutschen Hochseeflotte während der Friedensverhandlungen in Scapa Flow interniert. Die vier Schiffe der Helgoland-Klasse durften sich in deutschen Gewässern aufhalten. Somit wurde ihnen die Zerstörung der deutschen Flotte in Scapa Flow erspart. Die Thüringen und ihre Schwesterschiffe wurden schließlich den alliierten Mächten im Rahmen von Kriegsreparationen abgetreten. Nachdem die Thüringen im April 1920 an Frankreich übergeben worden war, diente sie als Zielschiff für die französische Marine. Sie wurde vor Gâvres versenkt und zwischen 1923 und 1933 dort abgewrackt, auch wenn Teile des Schiffes noch vorhanden sind.

## Geschichte

### Bau

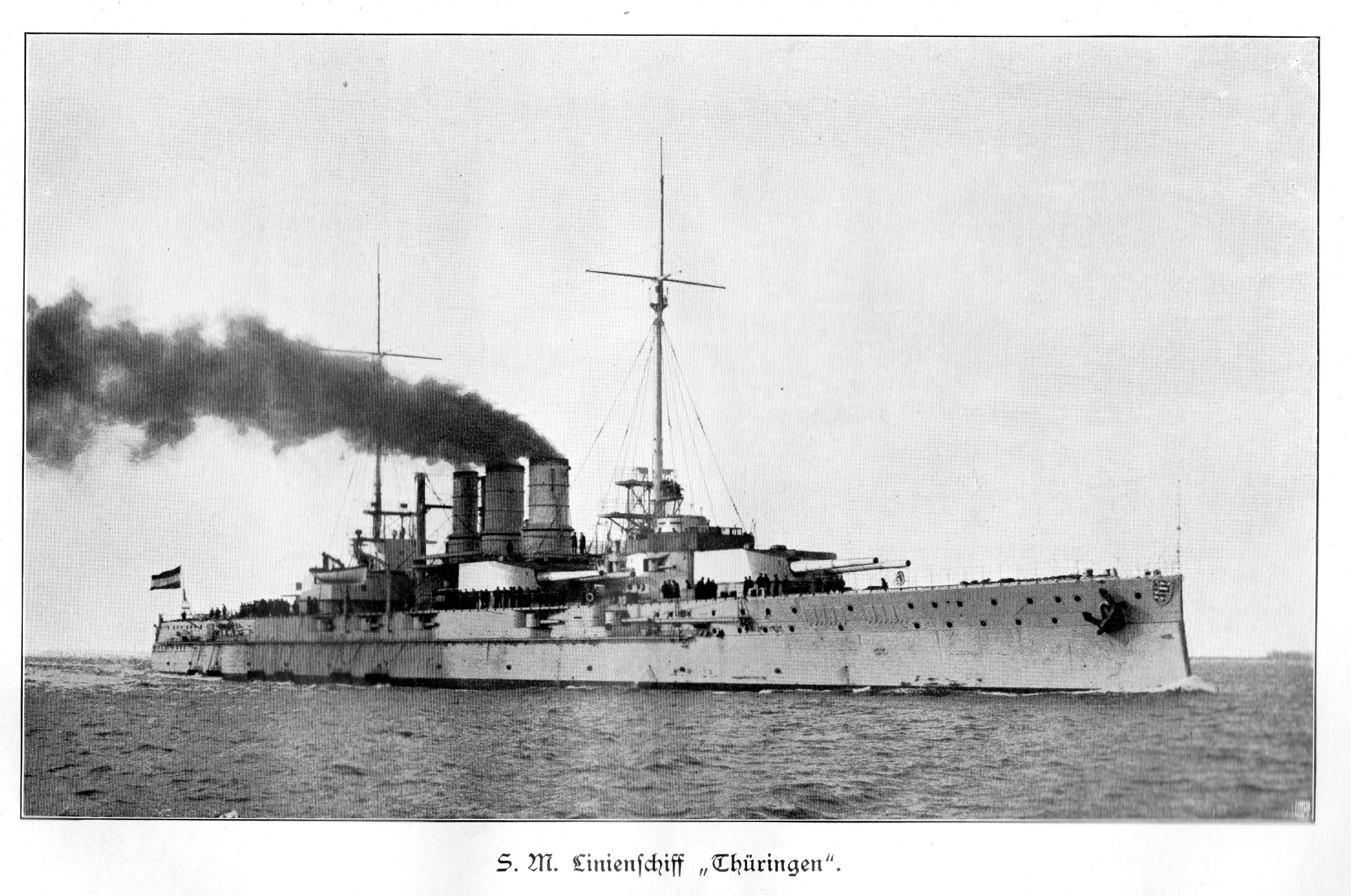
Linienschiff Thüringen um 1910 noch unter Handelsflagge.

Der Bau der Thüringen wurde von der Kaiserlichen Marine unter der vorläufigen Bezeichnung „Ersatz Beowulf“ beauftragt, als Ersatz für das alte Küstenpanzerschiff Beowulf. Den Zuschlag zum Bau bekam die Bremer AG Weser. Am 2. November 1908 begannen die Arbeiten unter der Baunummer 166 mit der Kiellegung. Ein Jahr später, am 27. November 1909, fand der Stapellauf statt. Die Schiffstaufe übernahm die Herzogin Adelheid von Sachsen-Altenburg, und Großherzog Wilhelm Ernst hielt die dazugehörige Rede. Die Ausrüstungsmaßnahmen, u. a. die Fertigstellung der Aufbauten und der Einbau der Bewaffnung, dauerten bis Juni 1911. Nach seiner Fertigstellung mussten sechs Pontonbarkassen am neuen Linienschiff zur Reduzierung seines Tiefgangs angebracht werden, um es die Weser flussabwärts bis zur Nordsee schleppen zu können. Die Thüringen, benannt nach der mitteldeutschen Landschaft, wurde am 1. Juni 1911 in die deutsche Hochseeflotte aufgenommen, weniger als drei Jahre nach Beginn der Arbeiten. Mit Kosten in Höhe von 46,314 Millionen Mark war sie das teuerste Schiff ihrer Klasse.
Das Schiff hatte eine Länge von 167,2 m bei einer Breite von 28,5 m, einen Tiefgang von 8,94 m und eine Wasserverdrängung von 24.700 Tonnen bei voller Last. Sie wurde von drei vertikalen Verbunddampfmaschinen mit dreifacher Dampfdehnung angetrieben. Fünfzehn Wasserrohrkessel versorgten die Maschinen mit dem nötigen Dampf. Die Maschinen hatten eine maximale Leistung von 39.944 PS (25.701 kW), die eine Höchstgeschwindigkeit von 21 Knoten (39 km/h) ermöglichten. Die Thüringen bunkerte bis zu 3.200 Tonnen Kohle, so dass sie 10.200 km bei einer Marschgeschwindigkeit von 10 Knoten (19 km/h) zurücklegen konnte. Nach 1915 wurden die Kessel umgerüstet: Es sollte Öl auf die Kohle gesprüht werden, um die Brennleistung zu steigern. Das Schiff konnte bis zu 197 Tonnen Öl bunkern.
Die Hauptbewaffnung der Thüringen bestand aus zwölf 30,5-cm-L/50-Geschützen in sechs Doppelgeschütztürmen, mit einem Turm am Bug, einem Turm am Heck und zwei Türmen an jeder Schiffsflanke. Die weitere Bewaffnung bestand aus vierzehn 15-cm-L/45-Geschützen und vierzehn 8,8-cm-L/45-Geschützen. Nach 1914 wurden zwei der 8,8-cm-Geschütze durch 8,8-cm-Flugabwehrkanonen ersetzt. Zusätzlich besaß die Thüringen sechs 50-cm-Unterwasser-Torpedorohre, eines am Bug, eines am Heck und jeweils zwei an den Breitseiten. Ihre Hauptpanzerung sowie die Panzerung auf den Hauptgeschütztürmen hatte eine Stärke von 300 mm. Die Deckpanzerung war 63,5 mm dick.

### Dienstgeschichte
Nach ihrer Inbetriebnahme am 1. Juli 1911 durchlief die Thüringen verschiedene Erprobungen auf hoher See, die bis zum 10. September abgeschlossen wurden. Am 19. September wurde sie zusammen mit ihren Schwesterschiffen dem I. Geschwader der Hochseeflotte zugeordnet. Danach nahm sie an einzelnen Schulungsmanövern teil. Diesen folgten Übungsmanöver des ersten Geschwaders und spätere Flottenmanöver im November. Die jährliche Sommerkreuzfahrt im Juli und August, die normalerweise in Richtung Norwegen ging, wurde durch die Zweite Marokkokrise unterbrochen. Infolgedessen führte die Kreuzfahrt lediglich in die Ostsee.
Die Thüringen und die übrige Flotte durchliefen im Verlauf der nächsten zwei Jahre Einzel-, Geschwader- und Flottenmanöver. Im Oktober 1913 wurde William Michaelis zum Schiffskommandanten befördert; diesen Posten hielt er bis Februar 1915.
Am 14. Juli 1914 begann die jährliche Sommerkreuzfahrt in Richtung Norwegen. Während dieser letzten Kreuzfahrt der Kaiserlichen Marine in Friedenszeiten führte die Flotte Übungsmanöver vor Skagen durch, bevor sie in die norwegischen Fjorde am 25. Juli einlief. Am folgenden Tag trat die Flotte als Ergebnis des österreichisch-ungarischen Ultimatums an Serbien die Rückreise nach Deutschland an. Die gesamte Flotte versammelte sich am 27. Juli vor Kap Skudenes, bevor sie in ihren Heimathafen zurückkehrte, wo sie sich in erhöhter Bereitschaft aufhielt. Am nächsten Tag brach der Krieg zwischen Österreich-Ungarn und Serbien aus, und innerhalb einer Woche waren alle führenden europäischen Mächte im Konflikt verwickelt, dem Ersten Weltkrieg. Seit dem 29. Juli hielt sich die Thüringen zusammen mit den anderen Schiffen des ersten Geschwaders in Wilhelmshaven auf. Während des ersten Kriegsjahres war der evangelische Pastor Martin Niemöller als Offizier auf der Thüringen im Einsatz. Niemöller wurde bekannt als Widerstandskämpfer gegen das NS-Regime.

### Erster Weltkrieg

Die Anordnung der Hochseeflotte am Vormittag des 16. Dezember 1914 während des Angriffs auf Scarborough, Hartlepool und Whitby

Die Thüringen nahm am ersten Einsatz der deutschen Flotte vom 2. bis 3. November 1914 in der Nordsee teil. Während dieses Einsatzes stieß man auf keine britischen Schiffe. Ein zweiter Einsatz fand vom 15. bis 16. Dezember statt. Dieser Einsatz war zurückzuführen auf eine Strategie von Admiral Friedrich von Ingenohl, dem Kommandanten der Hochseeflotte. Admiral von Ingenohl beabsichtigte den Einsatz der Schlachtkreuzer, um Städte entlang der britischen Küste anzugreifen. Die Kreuzer aus dem Aufklärungsverband unter dem Befehl des Konteradmirals Franz Hipper sollten einzelne Schiffe der britischen Flotte herauslocken, um sie anschließend durch die Hochseeflotte zu zerstören. Am frühen Morgen des 15. Dezember verließ die deutsche Flotte ihren Heimathafen und griff die englischen Küstenstädte Scarborough, Hartlepool und Whitby an. Am selben Abend näherte sich die deutsche Schlachtflotte mit zwölf Großkampfschiffen, u. a. die Thüringen und ihre drei Schwesterschiffe, und acht kleineren Kriegsschiffen einem isolierten Geschwader von sechs britischen Schlachtschiffen in einer Entfernung von bis zu 10 Seemeilen (19 km). Einzelne Scharmützel zwischen den Zerstörern im Schutz der Dunkelheit überzeugten von Ingenohl davon, dass er es mit der gesamten britischen Grand Fleet zu tun hatte. Da Kaiser Wilhelm II. angeordnet hatte, die deutsche Flotte nicht unnötigerweise zu gefährden, brach von Ingenohl das Gefecht ab, und die Schlachtflotte kehrte in Richtung Deutschland zurück.
Am 24. Januar 1915 fand das Gefecht auf der Doggerbank statt, bei der das erste und zweite Schlachtgeschwader des britischen Vizeadmirals David Beatty die Schlachtkreuzer der deutschen I. Aufklärungsgruppe angriffen. Die Thüringen und die restlichen Schiffe der Hochseeflotte liefen aus, um die zahlenmäßig unterlegenen deutschen Schlachtkreuzer zu verstärken. Das I. Geschwader verließ den Hafen zusammen mit den Schiffen des II. Geschwaders um 12:33 Uhr. Die Hochseeflotte traf zu spät ein und konnte keine britischen Schiffe entdecken, fuhr zurück und ankerte um 19:05 Uhr wieder auf der Schillig-Reede vor Wilhelmshaven. In der Zwischenzeit kam der Große Kreuzer Blücher unter schweren Beschuss und wurde versenkt, der Schlachtkreuzer Seydlitz wurde durch Beschuss schwer beschädigt. Ingenohl wurde danach am 2. Februar durch Kaiser Wilhelm II. seines Postens enthoben und durch Admiral Hugo von Pohl ersetzt.

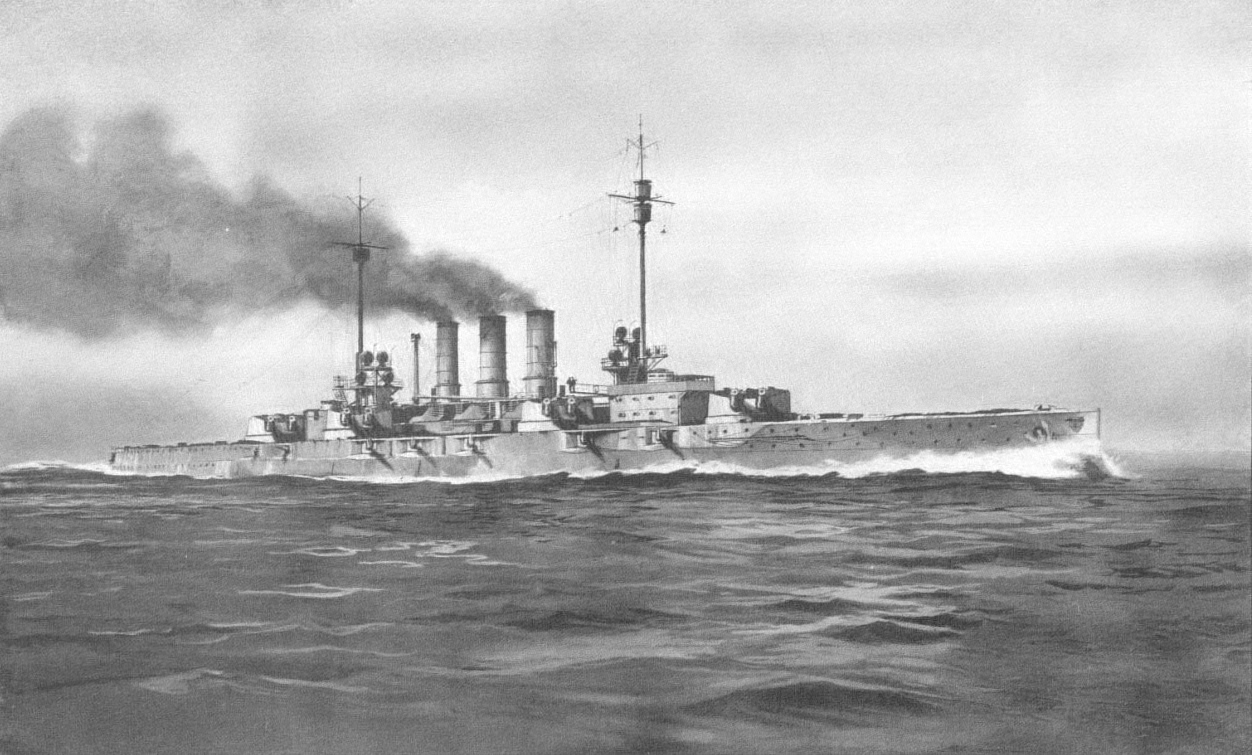
Erkennungszeichnung eines Schlachtschiffes der Helgoland-Klasse

Die acht Schiffe des ersten Geschwaders zogen am 22. Februar 1915 in die Ostsee zwecks Verbandsübungsmanöver, die bis zum 13. März andauerten. Nach ihrer Rückkehr in die Nordsee nahmen die Schiffe an einer Anzahl von Einsätzen teil, die allesamt ohne Zwischenfall verliefen, am 29.–30. März, 17.–18. April, 21.–22. April, 17.–18. Mai und 29.–30. Mai. Die Thüringen und die anderen Schiffe der Hochseeflotte hielten sich im Hafen bis zum 4. August auf, als das erste Geschwader zwecks einer Reihe weiterer Übungsmanöver zurück in die Ostsee zog. Danach wurde das Geschwader den Marinestreitkräften zugeordnet, die im August 1915 versuchten, die russische Marine aus der Rigaer Bucht zu vertreiben. Die Angriffskräfte umfassten die acht Schlachtschiffe des ersten Geschwaders, die Schlachtkreuzer Von der Tann, Moltke und Seydlitz, einige Kleine Kreuzer, 32 Zerstörer und 13 Minensuchboote. Der Plan sah vor, Wege in den russischen Minenfeldern freizuräumen, damit die russischen Marinekräfte, u. a. das Linienschiff Slawa, zerstört werden konnten. Die Deutschen wollten daraufhin ihre eigenen Minenfelder verlegen, um den russischen Schiffen die Rückkehr in die Rigaer Bucht zu verwehren. Die Thüringen und die meisten anderen Großschiffe der Hochseeflotte hielten sich während des gesamten Einsatzes außerhalb der Bucht auf. Die Linienschiffe Nassau und Posen wurden am 16. August abkommandiert, die Minensuchboote zu begleiten und die Slawa zu zerstören. Sie hatten keinen Erfolg damit, das alte Schlachtschiff zu versenken. Nach drei Tagen waren aber die russischen Minenfelder freigeräumt, und am 19. August fuhr die Flotte in die Bucht hinein. Meldungen über in dieser Gegend vorhandene U-Boote der Entente sorgten dafür, dass die deutschen Schiffe sich am nächsten Tag aus der Bucht zurückzogen. Am 26. August waren die Schiffe des ersten Geschwaders wieder in Wilhelmshaven.
Vom 23. bis 24. Oktober unternahm die Hochseeflotte ihre letzte größere Offensive unter dem Befehl von Pohls, die aber ohne Kontakt mit britischen Streitkräften endete. Im Januar 1916 war von Pohl durch Leberkrebs dermaßen geschwächt, dass er seinen Verpflichtungen nicht mehr nachkommen konnte. Er wurde durch Vizeadmiral Reinhard Scheer im Januar abgelöst.
Scheer schlug eine aggressivere Vorgehensweise vor, um eine Konfrontation mit der britischen Schlachtflotte zu erzwingen. Dazu erhielt er im Februar die Genehmigung des Kaisers. Scheers erster Einsatz war ein Vorstoß in die Nordsee vom 5. bis 7. März und danach vom 21. bis 22. und vom 25. bis 26. März. Während des nächsten von Scheer durchgeführten Einsatzes unterstützte die Thüringen einen Angriff auf die englische Küste am 24. April 1916: deutsche Schlachtkreuzer verließen den Jadebusen um 10:55 Uhr. Es folgte die restliche Hochseeflotte um 13:40 Uhr. Auf dem Weg zum Ziel stieß der Schlachtkreuzer Seydlitz auf eine Mine und musste sich zurückziehen. Die anderen Schlachtkreuzer beschossen die Stadt Lowestoft ohne Gegenmaßnahmen, aber als sie sich der Stadt Yarmouth näherten, begegneten sie den britischen Schiffen der Harwich Force. Es kam zu einem kurzen Artillerieduell, bis sich die Schiffe des Harwich-Verbandes zurückzogen. Meldungen über britische U-Boote in der Gegend sorgten dafür, dass die Erste Aufklärungsgruppe sich zurückzog. Zu diesem Zeitpunkt befahl Scheer den Rückzug in deutsches Gewässer, da er über das Auslaufen der britischen Schlachtflotte von ihrer Basis in Scapa Flow gewarnt worden war.

### Skagerrakschlacht

Manöver der britischen (blau) und deutschen (rot) Flotten vom 31. Mai bis zum 1. Juni 1916

Die Thüringen war am Flotteneinsatz beteiligt, der zur Skagerrakschlacht am 31. Mai und 1. Juni 1916 führte. Erneut versuchte die deutsche Hochseeflotte, einen Teil der britischen Grand Fleet herauszulocken und zu isolieren, um sie zerstören zu können, bevor die britische Hauptflotte Gegenmaßnahmen ergreifen konnte. Während des Einsatzes war die Thüringen das zweite Schiff in der ersten Division des ersten Geschwaders und das zehnte Schiff in der Linie, direkt hinter der Ostfriesland, dem Flaggschiff des Geschwaders, und vor einem weiteren Schwesterschiff, der Helgoland. Das erste Geschwader bildete den Mittelpunkt der deutschen Linie hinter den acht Schlachtschiffen der König- und Kaiser-Klasse des dritten Geschwaders. Die sechs älteren Linienschiffe der dritten und vierten Divisionen des zweiten Geschwaders bildeten die Hinterformation.
Kurz vor 16:00 Uhr trafen die Schlachtkreuzer der ersten Aufklärungsgruppe auf das unter der Befehlsführung von David Beatty stehende britische erste Schlachtkreuzergeschwader. Zwischen den gegnerischen Schiffen begann ein Artillerieduell, wobei die Indefatigable kurz nach 17:00 Uhr und die Queen Mary kaum eine halbe Stunde später zerstört wurden. Um diese Zeit dampften die deutschen Schlachtschiffe südwärts, um die britischen Schiffe in Richtung des Hauptverbands der Hochseeflotte zu lenken. Um 17:30 Uhr beobachtete die Mannschaft des führenden deutschen Schlachtschiffes, der König, wie die Schiffe der ersten Aufklärungsgruppe und des ersten Schlachtkreuzerverbands sich näherten. Die deutschen Schlachtschiffe fuhren auf die Steuerbordseite hin, wohingegen die britischen Schiffe sich backbordwärts bewegten. Um 17:45 Uhr erteilte Scheer den Befehl zur Wende in Richtung Backbordseite, damit seine Schiffe sich den britischen Schlachtkreuzern nähern konnten. Eine Minute später wurde der Schießbefehl ausgegeben.
Während die führenden deutschen Schlachtschiffe das britische Schlachtschiffgeschwader angriffen, wurden die Schiffe des britischen zweiten Leichten Kreuzergeschwaders von der Thüringen und zehn weiteren Schlachtschiffen beschossen, die zu weit entfernt waren, um die britischen Schlachtschiffe anzugreifen. Die Thüringen und die Kronprinz griffen den Kreuzer Dublin an, doch beide Schiffe trafen das gegnerische Schiff nicht. Acht Minuten lang schoss die Thüringen bei Reichweiten von 17.000 bis 19.000 m und verbrauchte neunundzwanzig 30,5-cm-Granaten. Die britischen Zerstörer Nestor und Nomad, die vorher beim Angriff außer Gefecht gesetzt worden waren, lagen direkt auf dem Kurs der sich nähernden deutschen Hochseeflotte. Die Thüringen und drei weitere Schlachtschiffe zerstörten die Nestor mit ihren Haupt- und Nebengeschützen, wohingegen die Nomad von etlichen Schlachtschiffen des dritten Geschwaders versenkt wurde. Kurz nach 19:15 Uhr kam das britische Großkampfschiff Warspite in Reichweite. Um 19:25 Uhr begann die Thüringen, dieses Schiff mit allen ihren Geschützen zu beschießen, bei Reichweiten von 9.700 bis 10.800 m. Sie feuerte einundzwanzig 30,5-cm-Granaten und siebenunddreißig 15-cm-Granaten innerhalb von fünf oder sechs Minuten ab. Danach verschwand die Warspite aus der Reichweite der Geschütze der Thüringen, ohne weiter getroffen zu werden. Anschließend beschoss die Thüringen die Malaya. Es folgten über einen Zeitraum von sieben Minuten Beschuss mit den Hauptgeschützen auf die Malaya, ebenfalls ohne Erfolg, bei einer Reichweite von 12.900 m. Auf Befehl von Scheer drehte die Thüringen dann um 180° ab, um sich von der britischen Flotte zu entfernen.
Um 23:30 Uhr formierte sich die deutsche Flotte, um im Schutz der Nacht die feindlichen Linien zu kreuzen. Die Thüringen war das siebte Schiff im vorderen Bereich der Linie, die aus 24 Schiffen bestand. Eine Stunde später trafen die führenden Schiffe der deutschen Linie auf leichte Schiffe der britischen Marine, und es folgte ein heftiger Kampf im Nahbereich. Ungefähr um 1:10 Uhr kam der britische Panzerkreuzer Black Prince direkt in die deutsche Schiffslinie. Die Thüringen leuchtete das britische Schiff mit ihren Scheinwerfern aus und beschoss es mit Salven von 30,5-cm-Granaten aus nächster Nähe. Die erste Salve traf den hinteren Geschützturm der Black Prince, der offensichtlich über Bord gefegt wurde. Die Thüringen feuerte insgesamt zehn 30,5-cm-Granaten, siebenundzwanzig 15-cm-Granaten und vierundzwanzig 8,8-cm-Granaten ab. Ihr schlossen sich drei weitere Schlachtschiffe an, und bald wurde die Black Prince durch eine riesige Munitionsexplosion zerstört. Ungefähr eine halbe Stunde später erspähte die Thüringen ein Schiff, das zunächst als ein Kreuzer der Birkenhead-Klasse identifiziert wurde. Sie feuerte eine Leuchtrakete ab, um den britischen Kreuzer auszuleuchten, und beschoss ihn mit den kleineren Geschützen. Das Schiff erwies sich aber als der Zerstörer Turbulent. Die Thüringen feuerte achtzehn 15-cm- und sechs 8,8-cm-Granaten ab, bevor eine weitere Leuchtrakete abgeschossen wurde. Die Turbulent schien zur Steuerbordseite hin zu kippen, ging aber noch nicht unter. Später wurde sie vom Kreuzer Regensburg und den Zerstörern V 71 und V 73 versenkt.
Trotz der Heftigkeit des nächtlichen Kampfes schlug sich die deutsche Hochseeflotte durch die Linie der britischen Zerstörer hindurch und erreichte das Horns Riff um 4:00 Uhr am 1. Juni. Einige Stunden später erreichte die Flotte den Jadebusen. Die Thüringen, die Helgoland, die Nassau und die Westfalen nahmen Verteidigungspositionen in der äußeren Reede ein, und die vier unbeschädigten Schiffe des dritten Geschwaders ankerten knapp vor den Einfahrtsschleusen bei Wilhelmshaven. Die übrigen acht Großkampfschiffe fuhren in den Hafen hinein, wo diejenigen, die sich noch in einem kampffähigen Zustand befanden, Munitions- und Treibstoffvorräte wieder aufnahmen. Im Verlauf dieser Schlacht hatte die Thüringen einhundertsieben 30,5-cm-Granaten, einhundertfünfzehn 15-cm-Granaten und zweiundzwanzig 8,8-cm-Granaten abgeschossen. Das Schiff selbst und seine Mannschaft waren aus der Schlacht unversehrt hervorgegangen.

### Weitere Einsätze
Am 18. August versuchte Admiral Scheer, den Einsatz vom 31. Mai zu wiederholen. Die zwei brauchbaren deutschen Schlachtkreuzer Moltke und Von der Tann, unterstützt von drei Großkampfschiffen, sollten die Stadt Sunderland beschießen, um Beattys Schlachtkreuzer herauszulocken und zu zerstören. Die restlichen Schiffe der Flotte, u. a. die Thüringen, sollten hinterher kommen und für Deckung sorgen. Der britische signaltechnische Dienst informierte Jellicoe über die deutsche Abfahrt später im Verlauf des Tages. Der schickte daraufhin die britische Grand Fleet aus, um die Deutschen abzufangen. In Sichtweite der englischen Küste ließ Scheer die Schiffe nordwärts drehen, nachdem er von einem Zeppelin eine Fehlmeldung über einen englischen Verband in der Gegend erhalten hatte. So fand der Beschuss nicht statt. Um 14:35 Uhr am 19. August wurde Scheer über die herannahende britische Grand Fleet informiert. Er ließ seine Schiffe drehen, und sie zogen sich in die deutschen Häfen zurück.
Vom 25. bis 26. September 1916 deckten die Thüringen und die anderen Schiffe des ersten Geschwaders einen Vorstoß, der vom zweiten Kommandanten der Torpedoboote in Richtung der Terschelling-Bank durchgeführt wurde. Scheer führte einen weiteren Flotteneinsatz vom 18. bis 20. Oktober in Richtung Doggerbank durch. Allerdings sorgte ein Ruderschaden dafür, dass die Thüringen nicht an diesem Einsatz teilnehmen konnte. Für die meiste Zeit des Jahres 1917 musste die Thüringen die Deutsche Bucht bewachen. Während des Unternehmens Albion (Angriff auf die von den Russen besetzten Inseln in der Rigaer Bucht) zogen die Thüringen und ihre drei Schwesterschiffe zum Sund, um etwaige Eingriffsversuche der Briten abzublocken. Am 28. Oktober erreichten die vier Schiffe die Putziger Wiek und dampften am 29.10. weiter nach Arensburg. Am 2. November wurde dieses Unternehmen zu Ende gebracht, und die Thüringen und ihre Schwestern traten die Rückfahrt zur Nordsee an. Ein letzter erfolgloser Ausfall fand vom 23. bis 24. April 1918 statt. Die Thüringen, die Ostfriesland und die Nassau wurden zu einem Sonderverband für das Unternehmen Schlußstein gebildet, eine geplante Besetzung der Stadt Sankt Petersburg. Die drei Schiffe erreichten die Ostsee am 10. August, aber das Unternehmen wurde verschoben und schließlich abgesagt. Der Sonderverband wurde am 21. August aufgelöst, und die Schlachtschiffe befanden sich am 23. August wieder in Wilhelmshaven.

## Die Männer derThüringen- Vorgeschichte der Novemberrevolution
Die Thüringen und ihre drei Schwestern sollten Ende Oktober 1918 noch an einem abschließenden Unternehmen seitens der Hochseeflotte teilnehmen, Tage bevor der Waffenstillstand in Kraft trat. Der Großteil der Hochseeflotte sollte ihre Basis in Wilhelmshaven verlassen, um die britische Grand Fleet anzugreifen. Scheer, jetzt Chef der Seekriegsleitung, beabsichtigte, der britischen Marine möglichst viel Schaden zuzufügen. So sollte nach seiner Sicht Deutschlands Verhandlungsposition verbessert, die dabei zu erwartenden Opfer sollten in Kauf genommen werden. Bevor sie in Feindeshand fiele, sollte die stolze Marine eher mit wehenden Fahnen untergehen. Obwohl streng geheim, bekamen die Mannschaften doch Wind von dieser Aktion.
So ging ein paar Tage zuvor ein Matrosenabgesandter der Thüringen zum Ersten Offizier und erklärte, dass der geplante Flottenvorstoß wohl nicht im Sinne der neuen Reichsregierung sei. Der Erste Offizier antwortete bitter (nach der späteren Aussage des Matrosen vor dem kriegsgerichtlichen Untersuchungsführer): „Ja, das ist Ihre Regierung“, ein Wortwechsel, der beleuchtet, wie die Fronten in Wahrheit verliefen.
Unter den Mannschaften der deutschen Hochseeflotte schwelte seit langem Unzufriedenheit. Schon 1917 hatte es Disziplinarverletzungen mit politischen Untertönen gegeben. Sie wurden mit eiserner Hand unterdrückt und hart bestraft. Aber seit diesem Strafgericht hatte sich nichts dergleichen wiederholt. Die kriegsmüden Matrosen waren überzeugt, dass dieses Unternehmen den Friedensprozess stören und den Krieg verlängern würde. Am Vormittag des 29. Oktober 1918 wurde der Befehl von Admiral Franz von Hipper erteilt, Wilhelmshaven am nächsten Tag zu verlassen. Aufgrund der angespannten Lage wurde dieses Unterfangen um ein Tag verschoben. In der Nacht zum 31. Oktober 1918 wurden durch die meuternde Besatzung die Feuer in den Kesseln des Schiffes gelöscht, die Ankerwinden und die Lampen der Thüringen demoliert. Damit war das Schiff bewegungsunfähig. Die Meuterei konnte nicht akzeptiert werden. Daraufhin erhielt der Chef des I. Geschwaders den Befehl die Meuterei mit Gewalt unter Zuhilfenahme einer Kompanie Seesoldaten zu beenden. Am Morgen des gleichen Tages wurden entsprechende Boote zur Unterstützung in Stellung gebracht. Die Torpedoboote B 110 und B 112 sowie das U-Boot U 135 wurden herangeführt und richteten die Geschütze auf die Thüringen. Es erfolgte der Befehl zum Ankerlichten, woraufhin die meuternden Matrosen das Vorschiff besetzen. Die Offiziere sicherten die anderen Ausgänge, sodass zweihundert Seesoldaten an Bord des Schiffes kommen konnten. Daraufhin befahl der Kommandant der Thüringen das Antreten an Deck, was ignoriert wurde. Es kam zu letztendliche erfolglosen Verhandlungen zwischen dem Kommandanten der Thüringen und der im Vorschiff verschanzten, meuternden Besatzung. Die Helgoland hatte ein von meuternden Matrosen besetztes Geschütz der Mittelartillerie auf die Thüringen gerichtet. Es erging der Befehl zum gewaltsamen Brechen des Widerstands, sodass der Kommandant Windmüller das Deck räumen ließ. Auf der Thüringen wurde ebenfalls ein Geschütz besetzt und auf die Helgoland gerichtet. Es wurde das Zeichen gesetzt, dass die Boote schussbereit seien. Die Meuterer gaben daraufhin auf. Ein großer Teil der Schiffsmannschaften, sowohl der Thüringen als auch der Helgoland, 314 Matrosen und 124 Heizer, wurden festgenommen und abgeführt. Insofern hatten erst einmal die Offiziere gesiegt. Diese Maßnahme reichte aber nicht aus, die Meuterei zum Stillstand zu bringen, die sich schnell in der gesamten Flotte ausbreitete. Die Unruhe sorgte letztendlich dafür, dass Hipper und Scheer das Unternehmen abbrachen. Als er über die Situation informiert wurde, erklärte der Kaiser: „Ich habe keine Marine mehr.“
Tage später begann mit dem Matrosenaufstand in Kiel die Novemberrevolution und der Kaiser floh am 9. November 1918 aus Deutschland.

## Das Ende
Nach Deutschlands Kapitulation im November 1918 wurden die meisten Schiffe der deutschen Hochseeflotte unter dem Befehl des Konteradmirals Ludwig von Reuter in der britischen Marinebasis in Scapa Flow interniert. Die Thüringen und ihre drei Schwestern, zusammen mit den vier Schlachtschiffen der Nassau-Klasse, durften in deutschen Gewässern während der Friedensverhandlungen verbleiben. Am Vormittag des 21. Juni verließ die britische Flotte Scapa Flow, um Übungsmanöver abzuhalten. Während ihrer Abwesenheit gab Reuter an die Mannschaften Order, die zehn Schlachtschiffe und fünf Schlachtkreuzer, die in Scapa Flow interniert waren, zu versenken.
Die Thüringen wurde am 16. Dezember 1918 außer Betrieb genommen und während ihres Aufenthaltes in deutschen Gewässern als Kasernenschiff verwendet. Am 5. November 1919 wurde ihr Eintrag im Marineregister gelöscht. Das Schicksal der verbleibenden acht deutschen Schlachtschiffe wurde im Versailler Vertrag festgelegt, der erklärte, dass die Schiffe entwaffnet und den Regierungen der führenden alliierten Streitmächte zu übergeben seien. Die Thüringen wurde an die französische Marine am 29. April 1920 unter der Bezeichnung „L“ abgetreten. Eine Notmannschaft begleitete das Schiff nach Cherbourg für die offizielle Übergabe. Für eine kurze Zeit benutzte die französische Marine es als Zielscheibe, bevor es vor Gâvres versenkt wurde. Zwischen 1923 und 1933 wurde es teilweise vor Ort abgewrackt, auch wenn erhebliche Schiffsteile noch vor der französischen Küste verblieben.

## Kommandanten
| Oktober 1913 bis Februar 1915    | Kapitän zur See William Michaelis |
| Februar 1915 bis September 1915  | Kapitän zur See Hugo Langemak     |
| September 1915 bis November 1916 | Kapitän zur See Hans Küsel        |
| November 1916 bis Oktober 1917   | Kapitän zur See Thilo von Trotha  |
| Oktober 1917 bis März 1918       | Kapitän zur See Hans Herr         |
| März bis Dezember 1918           | Kapitän zur See Karl Windmüller   |